# Chamamé
Chamamé é um ritmo musical que representa uma macrorregião cultural compreendidada pelos países  Argentina, Paraguai, Uruguai, Chile, Bolivia e Brasil. No Brasil ele é apreciado nos estados do Rio Grande do Sul, Paraná, Santa Catarina, Minas Gerais, Mato Grosso e Mato Grosso do Sul..  É considerado um gênero musical que possui em sua formação elementos da musicalidade e ritualidade dos povos originários os Guaranis e da Música Barroca ensinada pelos Padres Jesuítas da Companhia de Jesus nas Reduções Jesuíticas durante o período colonial Sul Americano. Mais tarde o ritmo recebe influências das imigrações europeias. Foi declarado Patrimônio cultural da humanidade pela Unesco em dezembro de 2020.

## Etimologia
Em pesquisas etimológicas não existe a palavra chamamé, contudo sua origem, provém da língua guarani. O mai próximo que os etimólogos e os pesquisadores concluiram é de que a palavra chamamé deriva de uma expressão guarani "Cha ã amá mé", e a sua tradução aproximada pode significar "estou com a minha alma de baixo da chuva"  que está relacionada a cosmogônia guarani em homenagem ao Deus da chuva Tupã uma divindade de alta referência para esta cultura. A palavra guarani sofreu inúmeras alterações no decorrer da história devido ao nacionalismo histórico que buscava a construção da identidade cultural do povo argentino, conforme o professor Enrique Antonio Piñeyro em seu livro "El chamamé: música tradicional de Corrientes: génesis, desarrollo y evolución". Em 11 de fevereiro de 1931, a partir da gravação da música "Corrientes Poty" de Samuel Aguayo, gravada na empresa discográfica “DISCOS VICTOR” (R. C. A. VICTOR ARGENTINA S.A., Buenos Aires Nº 37.241), lado “B” se estabelece o nome como o conhecemos atualmente. 
| Ano                     | Nomenclatura | Autor/Selo discográfico /Jornal |
| ----------------------- | --- | --- |
| 1800/70                 | Compuesto, Compuesto Guarani, Compuesto Correntino e Chamamé (dança) | Música triste da Provincia de Corrientes, Autor Francisco A. Hargreaves (Artigo publicado por Pedro Feliciano Sáenz de Cavia com o título “Las Cuatro Cosas” publicado com o nº 4 no sábado, 17 de fevereiro de 1821) Esta referência foi publicada no jornal "La Nación" em 6 de maio de 1979 por Olga Fernández Latour de Botas em um artigo intitulado "Origem do Chamamé". |
| 1820/30                 | Aires Correntinos | Registro: Alcides D’ Orbigny, melodias que ele escutou em suas viagens por Corrientes - Argentina. |
| 1850                    | Aires de La Tierra | Registro: Hermanos Robertson. |
| 1860/90                 | Ramadita, Enramada, Ramada, Ramada Guîpe, Ramada Vî ou Ramada Guî. | Antigas melodias de Corrientes com esses nomes para identificar o Chamamé. |
| 1923/6                  | Canción Típica Correntina | Denominação com a qual é publicada a primeira versão cantada de “EL CARAU”, gravada entre aproximadamente 1923/26, pela dupla RUIZ - ACUÑA (René Ruíz e Alberto Hilarión Acuña) no Selo “DISCO NACIONAL ODEON”, número 10.339, Lado "A", acompanhada pelo violões de "Gómez - Daviz". No verso ou no lado "B" os músicos cantam "SERRANA DAME TU AMOR", a Melodia e de Alfredo Gobbi. |
| 1930                    | Canción Guarani | Antigas melodias paraguaias gravadas na década de 1930, não identificavam a música folclórica Correntina até o aparecimento de sua versão "Canción Correntina" e "Canción Typica Correntina" já consignada no item anterior. Como "Canción Guaraní" encontramos o tema de "El Chamamé" de Odín Fleitas e Eliseo Corrales "EL TAMBOR GUARANI" publicado na década de 1940. Outros exemplos são "DEL CARMEN" de Manuel Gómez, e "CANCION DEL ALMA" de Dorita Norby e Diosnel Martínez. |
| 1920/30                 | Tonada Correntina | A dupla "MAGALDI - NODA" (Agustín Magaldi e Pedro Noda) grava consecutivamente "LA CORRENTINA" em 1929, "EL TIPOY" em 1931, “CHE CUÑATAI” em 1933 e “LAMENTO GUARANI” em 1934. A canção “LA CORRENTINA” é uma composição de Alfredo Gobbi (Pai) e foi gravada nos discos “Brunswick” nº 1.627 em 1929. A composição “CHE CUÑATAI” é uma criação de Nicolás Trimani e Magaldi e Noda que aparece em sua partitura como "Tonada Correntina ” |
| 1930                    | Motivo Popular Correntino, Motivo Campiriño Polka, Motivo Popular, Tema Popular Correntino e Chamamé Motivo Popular.                                                                                               | Motivo Popular é usado em numerosas gravações de discos dos anos 30 aos 40 por vários conjuntos do folclore. Estas denominações recebem alguns Chamamés recolhidos na zona rural de Corrientes, tais como "LA CAU", "LA LLORONA", "FIERRO PUNTA" e "EL CARAU". |
| 11 de fevereiro de 1931 | Chamamé Correntino ou Chamamé-Música | Música "CORRIENTES POTY" Autor, Samuel Aguayo. Gravadora: “DISCOS VICTOR” (R. C. A. VICTOR ARGENTINA S.A., Buenos Aires) Nº 37.241, Lado “B”. Autores - Diego Novillo Quiroga y Francisco Pracánico. O registro histórico/gravação do primeiro chamamé com nomenclatura como conhecemos na atualidade. |
| 1920/40                 | Purajhey Correntino, Purajhey Campiriño, Purajhey Cangui ou Purajhey | É um termo Guarani amplamente usado entre 1920/40 em Buenos Aires, Argentina para nomear canções paraguaias e Correntinas. “LA CANCIÓN DEL YERBATERO”, “LA EMPEDRADEÑA”, “ROSARINA”, “LA PACEÑITA” são “Purajhey” de Emilio Chamorro. "LEJOS DE TI", canção de Isaco Abitbol, Luís Acosta e Emilio Chamorro com a mesma designação. "DESPEDIDA" de Tránsito Cocomarola e Luís Acosta aparece como "Purajhey" em sua edição. Então "ANI CHE TENTA ” de Emilio Chamorro e Luís Acosta é conhecido como "Purajhey campiriño". Com o mesmo nome é conhecido "CAMBA SA VERA" de Emilio Chamorro.                                            |
| 1940                    | Motivo Campiriño ou Canción Campiriña, Canción Correntina, Canción, Canción Campera, Canción ou Típica Correntina.                                                                                                 | Numerosos intérpretes e compositores nomeiam seus temas. Exemplos disso são: “MI MERCEDEÑA”, “GOYA”, ambos de Luís Acosta e Emilio Chamorro. "TARAGÜI RAPE ”e “CUANDO ERAS MIA ”, ambas canções do Constante Aguer e Emilio Chamorro. "FLOR SILVESTRE" de Tarragó Ros e Emilio Chamorro. "EL PRISIONERO" de Tarragó Ros e Adolfo Vargas. "LEJOS DE CURUZU" por Eliseo Corrales e Edgar E. Estigarribia. "DULCE CORRENTINITA" por Pedro Dario Altamirano e Mauricio Valenzuela. |
| 1940                    | Polka Canción, Polka Patriotica, Polka Patriotica Correntina, Polka Correntina, Polka Cuartelera, Polka Campiriña, Polka Campera ou Polquita Correntina                                                            | Disputa para associar o chamamé com a Polka Paraguaia e afastar a nomenclatura guarani devido o debate da construção da identidade nacional da Argentina. Ex: "POLKA CANCION". A famosa “AH! MI CORRIENTES PORÂ ”de Lito Bayardo e Eladio Martínez "POLKA PATRIOTICA". A música “SARGENTO JUAN B. CABRAL ”de Constante J. Aguer. "BATALLON GOYA ”de Luís Acosta e“ ARACAEMO ”de Luís Acosta e Emilio Chamorro. "POLKA PATRIOTICA CORRENTINA". A canção "CORRIENTES" de Luís Acosta e Emilio Chamorro. "BERON DE ASTRADA", de Emilio Chamorro. POLKA CORRENTINA ”. A música de Cocomarola e Emilio Chamorro, intitulada "AVA PURAJHEY". |
| 1940/50                 | Polka Candombe, Polka Candombe Correntina, Campera, Campiriña, Campera Correntina, Pregon Correntino, Plegaria Correntina, Balada Correntina, Leyenda Correntina, Serenata Correntina e Leyenda Popular Correntina | Essas são denominações que Sosa Cordero usa para identificar as versões musicalizadas que já existiam no interior da província de Corrientes como "Motivos Populares", as quais são compiladas pelo autor e que ele traduz ao ritmo de Chamamé cantando e dançando com influência da cultura negra. |
| 1960                    | Canción Litoraleña | Música "RIO DE LOS PAJAROS" autor Aníbal Sampayo |
| 1960/70                 | Canción Del Litoral e Litoraleña | Música: “ACUARELA DEL RIO” autor Abel Montes. |

## Elementos
- Dança do "abraço próximo": um tipo de dança em que os dançarinos se abraçam peito a peito e suas cabeças se entrelaçam, dançando de cara com cara às vezes. Não há coreografia fixa: os bailarinos seguem a música, adaptando passos de dança, figuras e batidas de sapatos.
- Sapukay: Fonação ou choro típico, acompanhado de gestos e movimentos corporais, para transmitir sentimentos, emoções e sensações profundas, como alegria, tristeza, dor e coragem.
- Instrumentos: os instrumentos originais eram o violino e a vihuela, e posteriormente o violão, o acordeão, o bandoneón e o contrabaixo também foram incorporados.

## Pelo mundo

### Argentina
É a música representativa do Litoral Argentino também conhecida como Mesopotâmia Argentina que compreende as províncias de Corrientes, Chaco, Misiones, Formosa, Entre Ríos, Santa Fe e Buenos Aires.
Foi através do Instituto de Cultura de Corrientes, que o chamamé se tornou Patrimônio cultural da humanidade em 2020.

### Brasil
O chamamé é bastante popular no Rio Grande do Sul, Paraná e no Mato Grosso do Sul, sendo considerado um dos estilos musicais símbolo da cultura do estado do centro do Brasil, ao lado da polca paraguaia, guarânia e do rasqueado sul-mato-grossense. 
Entre as muitas versões para a sua popularização no estado, a qual foi muito grande após a década de 50, prevalece aquela de que o chamamé foi trazido pelos imigrantes correntinos e paraguaios e também pelos gaúchos que migraram para o estado, que vieram ao estado trabalhar nas fazendas durante o ciclo da erva mate e também na pecuária local, trazendo assim seus discos e LPs de chamamé.

## Artistas de destaque
Um dos primeiros músicos locais a evidenciar e popularizar o chamamé na região do Centro-Oeste foi Zé Corrêa (1945-1974). Natural da zona rural de Maracaju, o músico foi levado a cidade de São Paulo para gravar um LP, após ser descoberto como um exímio acordeonista enquanto acompanhava a dupla Délio & Delinha nas suas apresentações de rasqueado sul-matogrossense. Apelidado de o Rei do Chamamé pela população do seu estado, foi morto precocemente aos 29 anos, mas lançou as raízes do que se tornaria um ritmo típico de Mato Grosso do Sul.

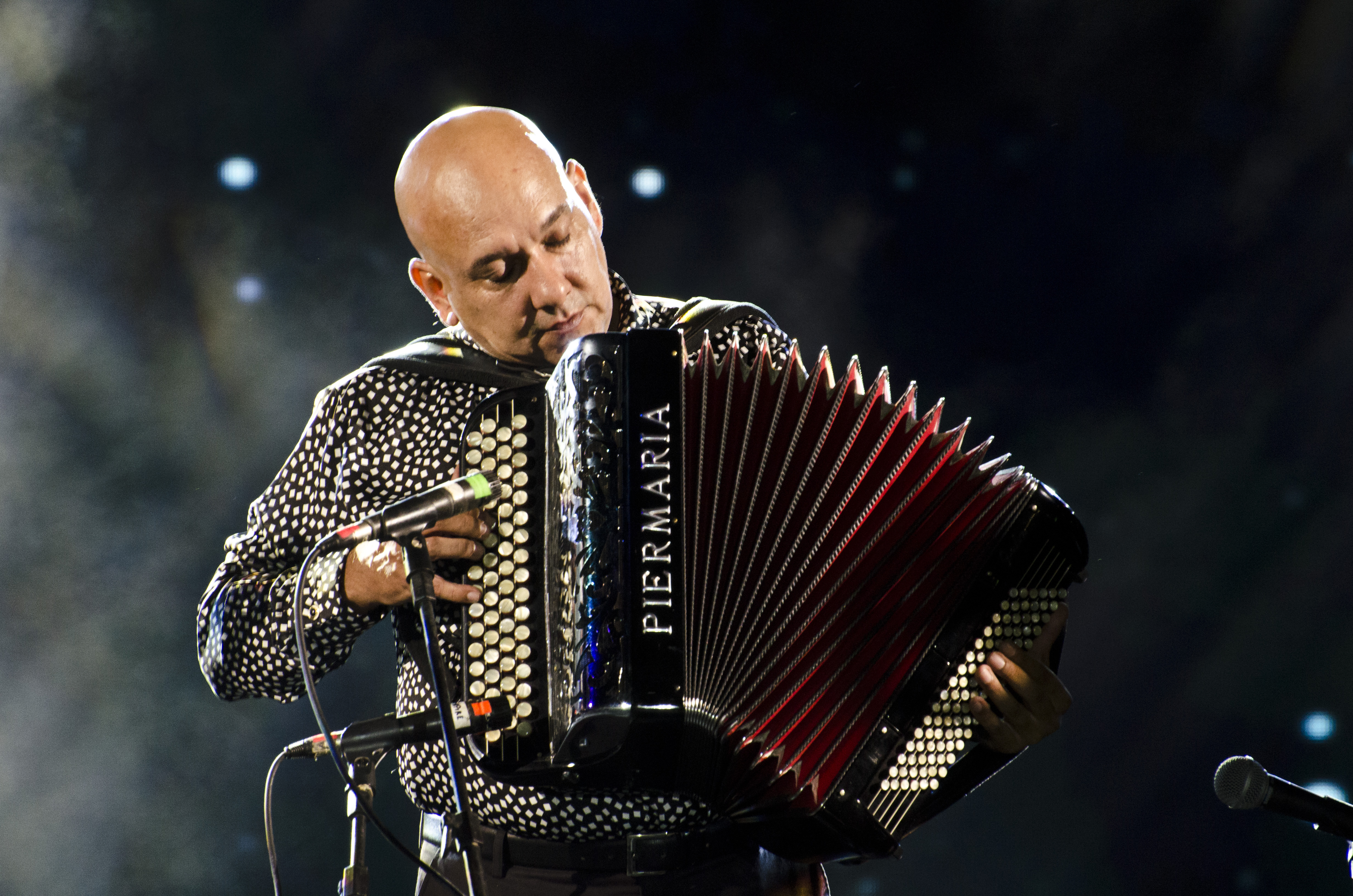
Nini Flores

É considerado o precursor de músicos como Dino Rocha , Marlon Maciel, Maciel Corrêa, Aurélio Miranda, Zezinho Nantes, Humberto Yule, Maurício Brito, Elinho do Bandoneon, Dom Ramon, Tostão Mineiro, Marcelo Loureiro e músicos juvenis da nova geração como David Júniors e Rech Filho.

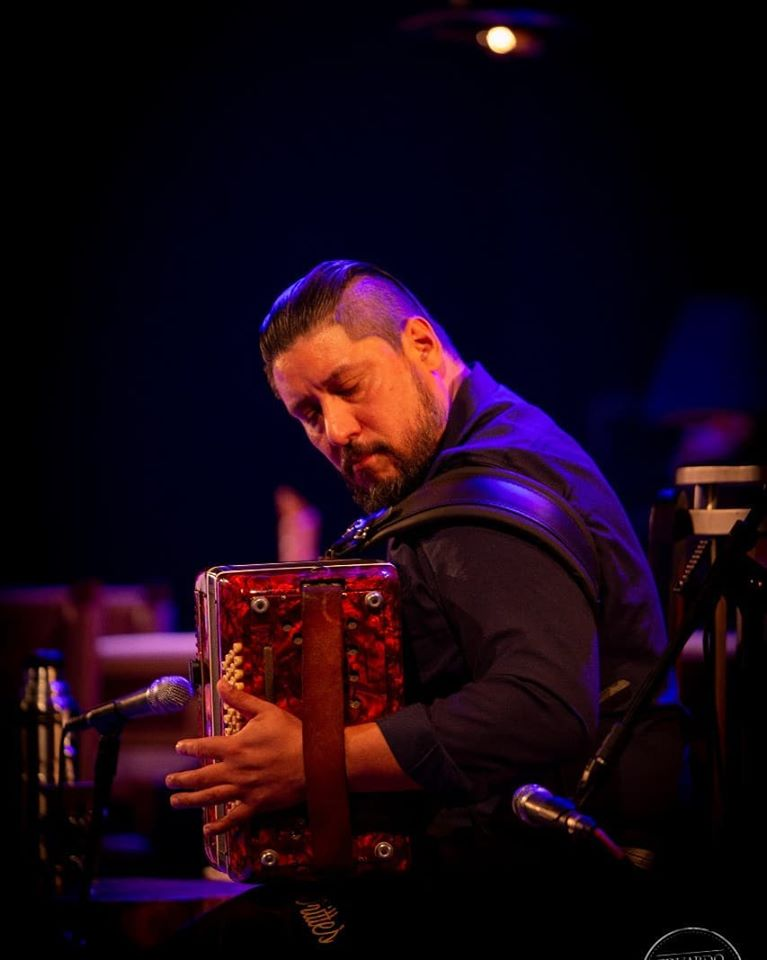
Alejandro Brittes

Apesar de Zé Corrêa ser bastante louvado no estilo, é atribuído a Amambai e Amambay o mérito pela introdução do chamamé no estado, sendo considerada a primeira dupla a tocar chamamé na região. Assim também, é atribuído a Elinho do Bandoneon o mérito por ressuscitar o chamamé, que outrora perdia espaço para outros estilos desde a década de 80, bem como incentivar constantemente uma melhora na execução das músicas por parte dos instrumentistas sul-matogrossenses, ao que este sempre propaga uma volta às origens correntinas.
A popularidade do estilo no Mato Grosso do Sul é evidenciada pela Lei Estadual 3 .837, a qual instituiu o Dia do Chamamé em Mato Grosso do Sul, bem como pela lei estadual n.º 4.113/201, a qual instituiu Rio Brilhante a capital do chamamé no estado.
Dentre os músicos que se destacaram nesse gênero musical, pode-se citar, Nini Flores e na atualidade um dos acordeonistas chamameceros em destaque é o argentino  Alejandro Brittes.

## Livros sobre o Chamamé
Existem várias bibliografias que retratam o Chamamé seja no Brasil ou no exterior. Em 2021 foi lançado no Rio Grande do Sul o livro: A Origem do Chamamé - Uma história para ser contada. Pesquisa feita pelo acordeonista Argentino que reside no Brasil,  Daniel Alejandro Brittes e pela historiadora e produtora Magali de Rossi, trata-se de um livro bilingue que busca as origens do rítmo a partir da etnomusicologia, memória e história.